# Положение о лифляндских крестьянах (1804)
«Положение о лифляндских крестьянах» — государственный документ, опубликованный по решению правительства Александра I в 1804 году и направленный на облегчение правового и экономического положения губернского крестьянства.

## Предпосылки
Выход в свет этого важного документа был предопределён скандальным Каугурским восстанием, которое заставило чиновников правительственных ведомств обратить внимание на откровенно бедственное положение латышских крестьян Лифляндской губернии. В частности, правительство Российской империи в какой-то степени осознавало риск того, что угнетённое латышское крестьянство вполне сможет поддержать наполеоновскую армию в случае необходимости ведения военных действий на прибалтийской территории. В то же время на начало 1800-х российскими правительственными органами мало учитывался тот факт, что прибалтийско-немецкие помещики в своей массе окажут поддержку французским войскам, а режим Наполеона вряд ли будет заинтересован в предоставлении дополнительных вольностей лифляндским крепостным крестьянам, поскольку в этом в первую очередь не будут заинтересованы сами остзейские землевладельцы, готовые пойти на коллаборационизм с Наполеоном. Именно вера в возможность всеобщего крестьянского восстания в пограничных областях Российской империи в условиях войны с Францией привела к разработке этого положения.

## Условия положения

### Получение крестьянами права на подданство
«Положение о лифляндских крестьянах» было разработано специальным комитетом,созванным вскоре после Каугурского восстания, которое произошло в окрестностях Вольмара осенью 1802 года; Александр I подписал положение в 1804 году. Одним из главных пунктов этого положения было условие о прикреплении латышских крестьян Лифляндии к земле, а не к помещику лично, что сыграло роль определённого юридического прорыва. В то же время помещик и дальше имел возможность продавать, закладывать и дарить своих крестьян не в отдельности и не в отрыве от земельного владения, а исключительно вместе с землёй, на которой крестьяне проживали. Таким образом, лифляндские крестьяне впервые в своей истории признавались подданными Российской империи, что стало ключевым положительным нововведением, повлиявшем на правовое положение латышского крепостного крестьянства, которое до этого являлось частной собственностью «посредника», остзейского помещика — именно поэтому латышские крепостные не имели права быть гражданами России. 

### Подразделение крестьян по категориям
Также положение предлагало вариант классификации лифляндских крестьян, которые распределялись по основным иерархическим категориям. На первом уровне крестьяне делились на хлебопашцев и дворовых людей. Далее хлебопашцы подразделялись на батраков и крестьян-дворохозяев. Что касается последних, то они получали возможность продавать своё земельное  владение по наследству, а реквизировать земельный надел или жилище у такого крестьянина можно было только по решению волостной судебной инстанции. Также крестьянин-дворохозяин мог быть наказан исключительно по приговору волостного судьи. Волостной суд состоял из трёх представителей — один был назначен помещиком и представлял его волю, второй являлся делегатом категории крестьян-дворохозяев, а третий представитель отражал интересы крестьян-батраков. Однако ситуация складывалась так, что вся деятельность волостного суда находилась под контролем прибалтийско-немецкого помещика. Одной из ключевых функций этого судебного органа был надзор за своевременным исполнением крестьянами своих барщинных повинностей, а также регламентация сбора подати и контроль за её своевременной уплатой.

### Новые принципы определения барщины и подати
Другим значимым преобразованием, зафиксированным в «Положении о лифляндских крестьянах» являлось изменение принципов определения барщинной и податной повинностей. Соответствовавший пункт положения гласил, что объёмы барщины и подати теперь должны были определяться в соответствии с качеством и количеством обрабатываемого тем или иным крестьянином земельного надела, и никак иначе. Что касается принципа выплаты подушной подати, то в положении устранялась посредническая функция остзейского помещика с тем, чтобы затем помещик, используя факт выплаты в качестве механизма правового угнетения,  заставлял крестьян отрабатывать экстренные часы барщины (часто больше, чем нужно) в качестве компенсации за выплаченную подушную подать (одна из причин каугурских крестьянских беспорядков). Теперь крестьянину предписывалось выплачивать подушную подать самому, напрямую, что было направлено на некоторую стабилизацию общей правовой ситуации в регионе. 

## Факты нарушения положения
Несмотря на реформаторские пункты правительственного положения о крестьянах, часто помещики, пользуясь своими юридическими полномочиями и позицией власти, продолжали регулярно нарушать условия положения, особенно те, которые были связаны с оценкой качества земли для определения объёмов барщинного труда, неоправданно завышая её параметры в ходе земельных ревизий и инспекций. Тем не менее именно «Положение о лифляндских крестьянах» на первых порах стало прецедентным документом, фактически впервые в истории латышского крестьянства ориентированным на улучшение его правового положения. В то же время пункты о классификации разделили крестьянство на две части — более и менее привилегированную; между первыми, крестьянами-дворохозяевами, получившими определённые экономические и сословные преимущества и вторыми, батраками, был положен правовой водораздел. 

## Отрицательные стороны
Через некоторое время после принятия положения помещики стали проявлять недовольство по поводу некоторых пунктов. Прибалтийско-немецкие землевладельцы считали, что латышские крестьяне приобрели неоправданно много правовой самостоятельности. В первую очередь, вступившее в силу положение ударило по их бюджету, поскольку помещики потеряли возможность самовольно регулировать размеры барщинной повинности, что предопределило падение производства сельскохозяйственных товаров, направляемых в целях реализации на губернские рынки. Что касается батраков — крестьян, не обладавших земельным владением — то их положение фактически осталось без изменений (хотя они получили возможность полноправно отстаивать свои интересы через представителя в волостном суде), что обуславливало новые крестьянские волнения, правда, несколько менее масштабные.

## Принятие поправок
Губернские ведомства, ответственные за решение «крестьянской проблемы», в итоге поддались непрерывному давлению помещиков, разработав поправки к положению, вступившие в силу в 1809 году. Эти поправки, принесшие материальную выгоду остзейским землевладельцам, получили название «Дополнительных статей». По условиям статей помещики получили право самостоятельно организовывать и проводить инспекции по выявлению качества и доходности крестьянских дворов, в соответствии с результатами которых они же могли определять размеры барщины. В то же время остзейцы получили долгожданную возможность проводить выселение любого крестьянина-дворохозяина по собственной прихоти (в случае если, например, между помещиком и дворохозяином возникал конфликт, или же земля дворохозяина могла приносить помещику доход; часто в качестве повода для выселения дворохозяина могла фигурировать его нерадивость и халатность в ведении хозяйства) и присоединять его участок к своим угодьям.  
В то же время невзирая на то, что новые поправки больно ударили по правам крестьян-дворохозяев, они улучшили положение безземельных крестьян-батраков. В «Дополнительных статьях» был строго установлен размер оплаты их труда. Что касается продолжительности барщинного труда, то максимальная его длительность достигала 12 часов. Официально был запрещён ночной труд, но в этом же пункте была допущена оговорка, что за каждый проработанный в ночное время час в финансовом плане приравнивался к полутора часам дневного барщинного труда. 

## Историческая роль документа и поправок
Документ о крестьянах 1804 года и поправки в виде «Дополнительных статей» 1809 года стали историческими, поскольку впервые в истории Прибалтийских губерний появился официально признанный на  самом высоком уровне текст, который в юридическом аспекте не ухудшал, а улучшал правовое положение латышского губернского крестьянства. Несмотря на то, что отдельные пункты оставались дискриминационным, а некоторые пункты систематически игнорировались губернскими помещиками, в общем принятие «Положения» и «Дополнительных статей» сыграло положительную роль в облегчении условий существования лифляндского крестьянства, подготовив почву для отмены крепостного права в остзейских губерниях.  